# Charles von Luxemburg
Prinz Charles Jean Philippe Joseph Marie Guillaume von Luxemburg (* 10. Mai 2020 in Luxemburg) ist das erste Kind des luxemburgischen Erbgroßherzogs Guillaume und der Erbgroßherzogin Stéphanie. Charles steht nach seinem Vater an zweiter Stelle in der luxemburgischen Thronfolge.

## Leben
Prinz Charles wurde am 10. Mai 2020 in der Maternité Grande-Duchesse Charlotte in Luxemburg als erstes von zwei Kindern des Erbgroßherzogs Guillaume und dessen Frau Stéphanie geboren.
Am 19. September 2020 wurde Prinz Charles in der Kirche der Benediktinerabtei Clerf in Luxemburg getauft. Seine Taufpaten sind seine Tante mütterlicherseits Gräfin Gaëlle de Lannoy und sein Onkel väterlicherseits Prinz Louis von Luxemburg. 
Am 27. März 2023 wurde sein jüngerer Bruder Prinz François Henri Luis Marie Guillaume geboren.

## Vorfahren
| Ahnentafel Prinz Charles von Luxemburg                                                                                         | Ahnentafel Prinz Charles von Luxemburg                                                    | Ahnentafel Prinz Charles von Luxemburg                                                     | Ahnentafel Prinz Charles von Luxemburg                                      | Ahnentafel Prinz Charles von Luxemburg                                      | Ahnentafel Prinz Charles von Luxemburg                                                          | Ahnentafel Prinz Charles von Luxemburg                                                                 | Ahnentafel Prinz Charles von Luxemburg                                                               | Ahnentafel Prinz Charles von Luxemburg                                                               |
| --- | ----------------------------------------------------------------------------------------- | ------------------------------------------------------------------------------------------ | --------------------------------------------------------------------------- | --------------------------------------------------------------------------- | ----------------------------------------------------------------------------------------------- | --- | --- | --- |
| Ururgroßeltern | Prinz Felix von Bourbon-Parma (1893–1970) ⚭ 1919 Großherzogin Charlotte (1896–1985)       | König Leopold III. (Belgien) (1901–1983) ⚭ 1926 Prinzessin Astrid von Schweden (1905–1935) | Jose Antonio Mastre (1897–1961) ⚭ 1924 Maria Narcisa Alvarez (1899–?)       | Augustin Batista (1899–1968) ⚭ 1926 Maria Teresa Falla (1898–1973)          | Graf Philippe de Lannoy (1866–1937) ⚭ 1897 Barones Rosalie de Beeckman (1877–1967)              | Fürst Ernest de Ligne (1857–1937) ⚭ 1887 Marguerite Constance Marie Diane de Cossé Brissac (1869–1950) | Graf Gustave della Faille de Leverghem (1871–1966) ⚭ Isabelle de Meester (1871–1954)                 | Graf Louis de Brouchoven de Bergeyck (1871–1938) ⚭ Marie-Louise Moretus (1873–1926)                  |
| Urgroßeltern | Großherzog Jean (1921–2019) ⚭ 1953 Prinzessin Joséphine Charlotte von Belgien (1927–2005) | Großherzog Jean (1921–2019) ⚭ 1953 Prinzessin Joséphine Charlotte von Belgien (1927–2005)  | José Antonio Mestre (* 1926) ⚭ 1951 Maria Teresa Batista (1928–1988)        | José Antonio Mestre (* 1926) ⚭ 1951 Maria Teresa Batista (1928–1988)        | Graf Paul de Lannoy (1898–1980) ⚭ 1921 Prinzessin Marie Charlotte Béatrice de Ligne (1898–1982) | Graf Paul de Lannoy (1898–1980) ⚭ 1921 Prinzessin Marie Charlotte Béatrice de Ligne (1898–1982)        | Baron Harold della Faille de Leverghem (1908–1994) ⚭ Madeleine de Brouchoven de Bergeyck (1912–1996) | Baron Harold della Faille de Leverghem (1908–1994) ⚭ Madeleine de Brouchoven de Bergeyck (1912–1996) |
| Großeltern | Großherzog Henri (* 1955) ⚭ 1981 Maria Teresa Mestre (* 1956)                             | Großherzog Henri (* 1955) ⚭ 1981 Maria Teresa Mestre (* 1956)                              | Großherzog Henri (* 1955) ⚭ 1981 Maria Teresa Mestre (* 1956)               | Großherzog Henri (* 1955) ⚭ 1981 Maria Teresa Mestre (* 1956)               | Graf Philippe de Lannoy (1922–2019) ⚭ 1965 Alix della Faille de Leverghem (1941–2012)           | Graf Philippe de Lannoy (1922–2019) ⚭ 1965 Alix della Faille de Leverghem (1941–2012)                  | Graf Philippe de Lannoy (1922–2019) ⚭ 1965 Alix della Faille de Leverghem (1941–2012)                | Graf Philippe de Lannoy (1922–2019) ⚭ 1965 Alix della Faille de Leverghem (1941–2012)                |
| Eltern | Erbgroßherzog Guillaume (* 1981) ⚭ 2012 Gräfin Stéphanie de Lannoy (* 1984)               | Erbgroßherzog Guillaume (* 1981) ⚭ 2012 Gräfin Stéphanie de Lannoy (* 1984)                | Erbgroßherzog Guillaume (* 1981) ⚭ 2012 Gräfin Stéphanie de Lannoy (* 1984) | Erbgroßherzog Guillaume (* 1981) ⚭ 2012 Gräfin Stéphanie de Lannoy (* 1984) | Erbgroßherzog Guillaume (* 1981) ⚭ 2012 Gräfin Stéphanie de Lannoy (* 1984)                     | Erbgroßherzog Guillaume (* 1981) ⚭ 2012 Gräfin Stéphanie de Lannoy (* 1984)                            | Erbgroßherzog Guillaume (* 1981) ⚭ 2012 Gräfin Stéphanie de Lannoy (* 1984)                          | Erbgroßherzog Guillaume (* 1981) ⚭ 2012 Gräfin Stéphanie de Lannoy (* 1984)                          |
| Charles Jean Philippe Joseph Marie Guillaume von Luxemburg (* 2020) François Henri Luis Marie Guillaume von Luxemburg (* 2023) |                                                                                           |                                                                                            |                                                                             |                                                                             |                                                                                                 | | | |